# Cisco Houston
Gilbert Vandine „Cisco“ Houston (* 18. August 1918 in Wilmington, Delaware; † 29. April 1961 in San Bernardino, Kalifornien) war ein US-amerikanischer Folkmusiker. 

## Leben
Gilbert Vandine Houston war das zweite von vier Kindern. Sein Vater, Adrian Moncure Houston, arbeitete in der Blechverarbeitung. Als Houston noch klein war, zog die Familie nach Kalifornien, wo er in Eagle Rock, einem Vorort von Los Angeles, zur Schule ging.
Während seiner Schulzeit begann Houston Gitarre zu spielen, zunächst Folksongs, die er aus seiner Familie kannte. Auch wenn er an Nystagmus an den Augen litt, was seine Sehkraft einschränkte, wurde er als hoch intelligent und belesen beschrieben. Teilweise erwarb er sein Wissen durch Auswendiglernen dessen, was er im Unterricht hörte. Er wollte Schauspieler werden und bekam kleinere Rollen in Hollywood, war jedoch aufgrund seiner stark eingeschränkten Sehkraft für viele Rollen nicht einsetzbar.
Die ab 1929 in den USA herrschende Wirtschaftskrise (Great Depression), verbunden mit Massenarbeitslosigkeit, überschattete den Beginn der Wanderjahre von Cisco Houston, in denen er, um seinen Lebensunterhalt zu verdienen, einen Job nach dem anderen annahm und nebenbei auch noch als Straßenmusiker auftrat. Als sich in den dreißiger und vierziger Jahren in den USA eine Arbeiterbewegung zu formieren begann, beteiligte sich Houston unter dem Eindruck seiner Erfahrungen maßgeblich an deren Aufbau. Als Musiker unterstützte er sie, indem er „kämpferische und militante Folksongs mit Protest gegen die sozialen Missstände für die arbeitenden Männer und Frauen überall durch die Berge und Täler unseres Landes“ (Woody Guthrie) sang. Im Jahr 1939 lernte er über den Schauspielerkollegen Will Geer den Folkmusiker Woody Guthrie kennen, der zu jener Zeit eine regelmäßige Sendung bei der Radiostation KFVD in Los Angeles hatte und zudem bei von der Kommunistischen Partei unterstützten Veranstaltungen zur Gewerkschaftsorganisation auftrat, oft gemeinsam mit Geer und dessen Frau Herta. Bald spielte auch Houston mit ihnen. 1940 kam Houston nach New York, arbeitete als Türsteher eines Stripteaselokals, um seinen Lebensunterhalt zu verdienen, spielte aber, wo es sich ergab, vor allem mit Guthrie und anderen Folkmusikern der dortigen Szene. Während des Kriegs war er bei der Handelsmarine und war auch mehrfach mit Guthrie auf Fahrt nach Europa.

## Karriere
Ab 1944 begleitete er Guthrie gemeinsam mit Sonny Terry und hin und wieder auch anderen Musikern bei Plattenaufnahmen für das auf Folkmusik spezialisierte New Yorker Kleinlabel von Moses Asch, in denen sie über mehrere Tage in informellen Sessions jeweils oft dutzende Songs aufnahmen. Diese wurden über mehrere Jahre verteilt veröffentlicht. Im Jahr 1948 gründete Asch Folkways Records und Houston war der erste Musiker, der Aufnahmesessionen für das neue Plattenlabel machte, bei dem wenig später auch sein erstes Soloalbum Lonesome Valley erschien. Im Laufe der fünfziger Jahre trat Cisco Houston bei unzähligen Veranstaltungen in Clubs und Universitäten auf, spielte Konzerte mit fast allen Größen der damaligen Folkszene und machte 1959 mit Sonny Terry, Brownie McGhee und Marilyn Child eine Tournee durch Indien. Im Jahr 1960 war Houston bereits schwer an Krebs erkrankt. Dennoch nahm er an der diesjährigen Ausgabe des Newport Folk Festival teil, gab weiterhin Konzerte und schrieb neue Lieder. Bis Februar 1961 konnte er noch auftreten; die letzte Veranstaltung fand in New York statt. Am 29. April 1961 erlag er in San Bernardino (Kalifornien) seinem Krebsleiden.
Die Bedeutung von Cisco Houston wurde lange unterschätzt. Sie bestand zum einen in seiner absoluten Glaubwürdigkeit, da er alles, worüber er schrieb und sang, am eigenen Leib erlebt hatte und zum anderen darin, dass er durch seine außerordentliche Musikalität und seine instrumentalen Fertigkeiten Einfluss auf die Qualität der Lieder Woody Guthries hatte, obwohl er als dessen Partner immer etwas im Hintergrund stand. Nicht zuletzt war er so indirekt eines der Vorbilder von Bob Dylan, der sich zu Beginn seiner Karriere sehr stark an Guthrie orientierte und ihn u. a. mit seinem Song To Woody ehrte.